# Saarschleife-Marathon
Der Saarschleife-Marathon ist eine ehemalige Marathon-Laufveranstaltung bei Merzig, welche zwischen 1998 und 2016 vom Verein Tri-Sport Saar Hochwald organisiert wurde. Veranstaltungstermin war August oder September. Neben dem Marathon fand auch ein Halbmarathon statt.

## Organisation
Der Start des Marathons war an der Saarbrücke zwischen Besseringen und Schwemlingen, der Start des Halbmarathons in Dreisbach. Die Strecke führet zunächst auf dem Leinpfad des linken Saarufers stromabwärts entlang der Saarschleife nach Mettlach, wo man die Saar querte, und dann auf dem Leinpfad des rechten Ufers stromaufwärts im Innenradius der Saarschleife nach Besseringen. Während dort für die Marathonläufer die zweite Runde auf demselben Weg begann, begaben sich die Halbmarathonläufer direkt zum Ziel am Historischen Rathaus von Merzig.
Im Jahr 2007 verlief die Strecke des Marathons und des Halbmarathons nicht auf dem Außenradius der Saarschleife entlang, da Sicherungsarbeiten an den Felsen auf dieser Seite des Flusses infolge Steinschlags durchgeführt wurden. Der Marathon startete an der Stadthalle Merzig, führte die Saar entlang über Mettlach hinaus bis hinter Saarhölzbach, wo sich der Wendepunkt der Strecke und der Start des Halbmarathons befand. Von dort ging es den gleichen Weg zurück nach Merzig.
Die letzte Austragung des Saarschleife-Marathons fand im Jahr 2016 statt.

## Statistik

### Siegerlisten

#### Marathon
| Jahr          | Männer            | Zeit (Std.) | Frauen             | Zeit (Std.) |
| ------------- | ----------------- | ----------- | ------------------ | ----------- |
| 4. Sep. 2016  |                   |             |                    |             |
| 4. Sep. 2011  | Jörg Hooß -4-     | 2:51:38     | Sabine Busch       | 3:13:05     |
| 5. Sep. 2010  | Daniel Horst -2-  | 2:39:35     | Julia Brengel-Keck | 3:04:38     |
| 6. Sep. 2009  | Jörg Hooß -3-     | 2:42:12     | Tanja Hooß -4-     | 3:04:07     |
| 7. Sep. 2008  | Jörg Hooß -2-     | 2:43:27     | Tanja Hooß -3-     | 3:03:35     |
| 2. Sep. 2007  | Daniel Horst      | 2:45:36     | Tanja Hooß -2-     | 3:05:52     |
| 3. Sep. 2006  | Jörg Hooß         | 2:44:50     | Ursula Sinnewe -3- | 3:17:18     |
| 4. Sep. 2005  | Uwe Hartmann      | 2:41:33     | Heike Angel        | 3:15:26     |
| 5. Sep. 2004  | Rainer Müller -3- | 2:34:01     | Tanja Hooß         | 3:06:42     |
| 7. Sep. 2003  | Georg Iwanski     | 2:53:40     | Ursula Sinnewe -2- | 3:08:03     |
| 8. Sep. 2002  | Rainer Müller -2- | 2:34:13     | Anja Zimmer        | 3:15:27     |
| 23. Sep. 2001 | Rainer Müller     | 2:43:43     | Ursula Sinnewe     | 3:09:46     |
| 27. Aug. 2000 |                   |             |                    |             |
| 1999          |                   |             |                    |             |
| 1998          |                   |             |                    |             |

#### Halbmarathon
| Jahr         | Männer                     | Zeit (Std.) | Frauen                     | Zeit (Std.) |
| ------------ | -------------------------- | ----------- | -------------------------- | ----------- |
| 4. Sep. 2016 | Andreas Probst             | 1:13:51     | Anne Haug                  | 1:16:03     |
| 2010         | Christian Molitor          | 1:13:40     | Heike Brücker-Boghossian   | 1:27:41     |
| 2009         | Jean-Pierre Serafini (LUX) | 1:18:48     | Anja Strohe -5-            | 1:30:34     |
| 2008         | Michael Wüschner           | 1:10:13     | Gabriele Celette -2-       | 1:31:49     |
| 2007         | Rainer Hauch               | 1:15:08     | Anja Strohe -4-            | 1:25:47     |
| 2006         | Christian Quinten          | 1:15:11     | Anja Strohe -3-            | 1:24:05     |
| 2005         | Abdel Tayss (FRA)          | 1:15:23     | Julia Wydra                | 1:23:53     |
| 2004         | Rachid Outoulout (FRA)     | 1:18:30     | Anja Strohe -2-            | 1:25:25     |
| 2003         | Bernhard Glasow            | 1:16:35     | Anja Strohe                | 1:29:00     |
| 2002         | Stefan Brocker             | 1:18:36     | Monique Noël-Stoffel (LUX) | 1:25:34     |
| 2001         | Armin Noll                 | 1:16:49     | Gabriele Celette           | 1:34:32     |
| 2000         |                            |             |                            |             |

### Entwicklung der Finisherzahlen
| Jahr | Marathon | davon Frauen | Halbmarathon | davon Frauen | 5 km | davon Frauen |
| ---- | -------- | ------------ | ------------ | ------------ | ---- | ------------ |
| 2009 | 189      | 41           | 903          | 232          | 72   | 44           |
| 2008 | 149      | 17           | 838          | 220          | 87   | 47           |
| 2007 | 143      | 19           | 762          | 176          | ---  | ---          |
| 2006 | 160      | 23           | 798          | 209          | ---  | ---          |
| 2005 | 185      | 21           | 856          | 224          | ---  | ---          |
| 2004 | 207      | 34           | 828          | 217          | ---  | ---          |
| 2003 | 170      | 23           | 696          | 172          | ---  | ---          |
| 2002 | 172      | 29           | 604          | 140          | ---  | ---          |
| 2001 | 188      | 33           | 387          | 097          | ---  | ---          |